# Iwan Gawrilowitsch Alexandrow

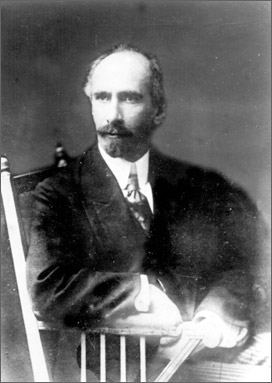
Iwan Gawrilowitsch Alexandrow

Iwan Gawrilowitsch Alexandrow (russisch Иван Гаврилович Александров, *20. Augustjul. / 1. September 1875greg. in Moskau; † 2. Mai 1936 ebenda) war ein russischer und sowjetischer Ingenieur.

## Leben
Alexandrow studierte an der Moskauer Eisenbahn-Ingenieurschule (heute: Russische Universität für Verkehrswesen). Er schloss das Studium 1901 ab. Anschließend war er beim Bau der 1906 fertiggestellten Trans-Aral-Eisenbahn von Orenburg nach Taschkent tätig. Vor der Oktoberrevolution 1917 arbeitete er außerdem bei der Realisierung verschiedener Brückenbauprojekte mit.
Nach der Oktoberrevolution stellte er sich in den Dienst der Sowjetmacht und war maßgeblich an der Ausarbeitung und Verwirklichung des GOELRO-Plans zur Elektrifizierung Russlands bzw. der Sowjetunion beteiligt. Im Rahmen des GOELRO-Plans projektierte er in leitender Stellung ein Wasserkraftwerk und eine Staumauer am Dnepr bei Saporischschja mit dem Namen DniproHES. Der Bau begann 1927 und wurde 1932 abgeschlossen.
1921 wurde er Mitglied des Präsidiums der Staatlichen Plankommission. Von 1931 bis 1932 leitete er den Energiesektor dieser Kommission und überwachte alle Projekte für den Bau von Wasserkraftwerken und den dazugehörigen territorialen Industriekomplexen. Bei den von ihm geplanten und verwirklichten Hydro- und Industrieprojekten wurden in großem Umfang Gulag-Häftlinge als Zwangsarbeiter eingesetzt. Anfang der 1930er Jahre war er an den Planungsarbeiten für die Baikal-Amur-Magistrale beteiligt.
1932 wurde er zum Mitglied der Akademie der Wissenschaften der UdSSR gewählt. Er war Träger des Leninordens und des Ordens des Roten Banners der Arbeit.
Er starb 1936 und wurde auf dem Moskauer Nowodewitschi-Friedhof beigesetzt.